# Mateusz Machaj (piłkarz)
Mateusz Machaj (ur. 28 czerwca 1989 w Głogowie) – polski piłkarz występujący na pozycji pomocnika w Chrobrym Głogów.

## Kariera
Jego pierwszym klubem był UKS SP Głogów, gdzie trenował do 2004. Przeniósł się wtedy do UKP Zielona Góra. Po roku przeszedł do Amiki Wronki, gdzie w sezonie 2006/2007 grał w pierwszej drużynie (III liga). Od 2007 był zawodnikiem Lecha Poznań. W 2009 był dwukrotnie wypożyczany, najpierw do Polonii Słubice (rozegrał 13 spotkań), później do Tura Turek (w tym klubie rozegrał 15 spotkań i zdobył dwie bramki). W 2010 przeniósł się do GKP Gorzów Wielkopolski.
Od 18 czerwca 2018 został zawodnikiem Jagiellonii, podpisał dwuletni kontrakt z opcją przedłużenia go o rok. Wystąpił w barwach Jagiellonii w II rundzie eliminacyjnej Ligi Europy UEFA przeciw Rio Ave FC i zdobył zwycięską bramkę.

## Statystyki kariery
Stan na dzień 26 marca 2023
| Klub                           | Sezon              | Liga               | Liga  | Liga   | Puchar kraju | Puchar kraju | Europa | Europa | Inne  | Inne   | Suma  | Suma   |
| Klub                           | Sezon              | Liga               | Mecze | Bramki | Mecze        | Bramki       | Mecze  | Bramki | Mecze | Bramki | Mecze | Bramki |
| ------------------------------ | ------------------ | ------------------ | ----- | ------ | ------------ | ------------ | ------ | ------ | ----- | ------ | ----- | ------ |
| Lech Poznań                    | 2007/08            | Ekstraklasa        | 0     | 0      | 0            | 0            | –      | –      | 2     | 0      | 2     | 0      |
| Lech Poznań                    | 2008/09            | Ekstraklasa        | 1     | 0      | 1            | 0            | –      | –      | 4     | 0      | 6     | 0      |
| Lech Poznań                    | Łącznie            | Łącznie            | 1     | 0      | 1            | 0            | 0      | 0      | 6     | 0      | 8     | 0      |
| Polonia Słubice (wyp.)         | 2008/09            | II liga            | 13    | 0      | 0            | 0            | –      | –      | –     | –      | 13    | 0      |
| Tur Turek (wyp.)               | 2009/10            | II liga            | 15    | 2      | 0            | 0            | –      | –      | –     | –      | 15    | 2      |
| GKP Gorzów Wielkopolski (wyp.) | 2009/10            | I liga             | 10    | 1      | 0            | 0            | –      | –      | –     | –      | 10    | 1      |
| Chrobry Głogów (wyp.)          | 2010/11            | III liga           | 28    | 16     | 0            | 0            | –      | –      | –     | –      | 28    | 16     |
| Lechia Gdańsk                  | 2011/12            | Ekstraklasa        | 16    | 1      | 1            | 0            | –      | –      | –     | –      | 17    | 1      |
| Lechia Gdańsk                  | 2012/13            | Ekstraklasa        | 25    | 2      | 2            | 0            | –      | –      | –     | –      | 27    | 2      |
| Lechia Gdańsk                  | 2013/14            | Ekstraklasa        | 6     | 0      | 1            | 0            | –      | –      | –     | –      | 7     | 0      |
| Lechia Gdańsk                  | Łącznie            | Łącznie            | 47    | 3      | 4            | 0            | 0      | 0      | 0     | 0      | 51    | 3      |
| Śląsk Wrocław                  | 2013/14            | Ekstraklasa        | 9     | 0      | 0            | 0            | –      | –      | –     | –      | 9     | 0      |
| Śląsk Wrocław                  | 2014/15            | Ekstraklasa        | 30    | 3      | 3            | 1            | –      | –      | –     | –      | 33    | 4      |
| Śląsk Wrocław                  | 2015/16            | Ekstraklasa        | 3     | 0      | 1            | 1            | 2      | 0      | –     | –      | 6     | 1      |
| Śląsk Wrocław                  | Łącznie            | Łącznie            | 42    | 3      | 4            | 2            | 2      | 0      | 0     | 0      | 48    | 5      |
| Chrobry Głogów                 | 2015/16            | I liga             | 12    | 1      | 0            | 0            | –      | –      | –     | –      | 12    | 1      |
| Chrobry Głogów                 | 2016/17            | I liga             | 31    | 7      | 1            | 0            | –      | –      | –     | –      | 32    | 7      |
| Chrobry Głogów                 | 2017/18            | I liga             | 29    | 16     | 5            | 3            | –      | –      | –     | –      | 34    | 19     |
| Jagiellonia Białystok          | 2018/19            | Ekstraklasa        | 13    | 0      | 2            | 0            | 3      | 1      | –     | –      | 9     | 0      |
| Chrobry Głogów                 | 2018/19            | I liga             | 12    | 3      | 0            | 0            | –      | –      | –     | –      | 12    | 3      |
| Chrobry Głogów                 | 2019/20            | I liga             | 3     | 0      | 0            | 0            | –      | –      | –     | –      | 3     | 0      |
| Chrobry Głogów                 | 2020/21            | I liga             | 28    | 2      | 1            | 0            | –      | –      | –     | –      | 29    | 2      |
| Chrobry Głogów                 | 2021/22            | I liga             | 20    | 1      | 1            | 0            | –      | –      | 2     | 0      | 23    | 1      |
| Chrobry Głogów                 | 2022/23            | I liga             | 19    | 7      | 2            | 0            | –      | –      | –     | –      | 21    | 7      |
| Chrobry Głogów                 | Łącznie            | Łącznie            | 182   | 53     | 10           | 3            | 0      | 0      | 2     | 0      | 194   | 56     |
| Łącznie w karierze             | Łącznie w karierze | Łącznie w karierze | 323   | 62     | 21           | 5            | 5      | 1      | 8     | 0      | 357   | 68     |

## Sukcesy

### Indywidualne
- Król strzelców I ligi: 2017/2018 (16 goli)

### Drużynowe
z Lechem Poznań
- Puchar Polski: 2008/2009

## Rodzina
Jest bratankiem Stefana oraz bratem Bartosza.